# Friedrich von Vogel (General, 1775)
Friedrich Georg Emanuel Ferdinand von Vogel (* 21. August 1775 in Cosel; † 29. Dezember 1846 in Berlin) war ein preußischer Generalmajor.

## Leben

### Herkunft
Friedrich war ein Sohn des preußischen Premierleutnants Friedrich Bartholomäus von Vogel (* 1740) und dessen Ehefrau Therese, geborene Bleß (1752–1804).

### Militärlaufbahn
Vogel kam am 4. Mai 1789 als Kadett nach Berlin, wurde am 1. April 1792 Unteroffizier und am 14. Oktober 1794 als Fähnrich im Infanterieregiment „von Reitzenstein“ der Preußischen Armee angestellt. Mit diesem Verband nahm er am Ersten Koalitionskrieg teil. Am 1. Februar 1796 wurde er zum Sekondeleutnant befördert und von 1798 bis 1805 als Bataillonsadjutant verwendet. Anschließend kam er als Generaladjutant zu seinem Regimentschef, General von Tauentzien und wurde am 13. Oktober 1805 zum Premierleutnant befördert. Im Vierten Koalitionskrieg kämpfte Vogel im Gefecht bei Schleiz sowie in der Schlacht bei Jena. Auf dem Rückzug geriet er bei der Kapitulation bei Prenzlau in Gefangenschaft und wurde nach Nancy gebracht.
Am 24. Dezember 1808 wurde er Stabskapitän und wieder Adjutant bei Generalleutnant Tauentzien. Am 20. Oktober 1810 avancierte Vogel zum Kapitän und am 8. November 1812 zum Major. Während der Befreiungskriege kämpfte er im Gefecht bei Jühnsdorf, erhielt das Eiserne Kreuz II. Klasse und nahm an der Belagerung von Wittenberg teil. In der Schlacht bei Dennewitz erwarb er das Eiserne Kreuz I. Klasse und den Orden der Heiligen Anna II. Klasse. Später kämpfte er bei der Blockade von Stettin und den Belagerungen von Torgau und Magdeburg. Für Magdeburg wurde Vogel mit dem Orden des Heiligen Wladimir IV. Klasse und dem Schwert-Orden II. Klasse ausgezeichnet.
Am 2. April 1815 wurde er zum 1. Kurmärkischen Landwehr-Infanterie-Regiment versetzt, aber schon am 6. April 1815 wurde er in die Adjutantur zurückversetzt. Mit Patent vom 10. Oktober 1815 wurde Vogel am 3. Oktober 1815 zum Oberstleutnant befördert. Am 8. Februar 1817 wurde er zur Dienstleistung in das 1. Departement des Kriegsministeriums (Abteilung Armee) kommandiert und mit Patent vom 19. April 1819 zum Oberst befördert. Vom 28. Oktober 1820 bis zum 28. Mai 1821 war Vogel zur Dienstleistung im Kaiser Alexander Grenadier-Regiment tätig. Anschließend wurde er zum Kommandeur des 20. Infanterie-Regiments in Torgau ernannt. Am 18. Juni 1825 erhielt Vogel das Dienstkreuz, bevor er am 24. März 1829 seinen Abschied als Generalmajor mit der gesetzlichen Pension nahm. Er starb am 29. Dezember 1846 in Berlin und wurde vier Tage später auf dem Garnisonfriedhof beigesetzt.

### Familie
Vogel heiratete am 5. Juli 1814 in Berlin Ida von Glasenapp (1797–1866). Sie war eine Tochter des Alexander von Glasenapp (1768–1841) aus dessen zweiter Ehe mit Ulrike Philippine Auguste Eltester. Aus der Ehe ging der Sohn August Ludwig Georg Alexander (* 1815) hervor.